# Antigravitation
Antigravitation ist eine hypothetische Kraft, die der Gravitation entgegenwirken soll. Sie ist ein häufiges Motiv in der Science-Fiction. Sie wird dort entweder als Abschirmung der Gravitation oder als eine der Gravitation entgegengesetzte Kraft, eine Abstoßung von Massen, postuliert. Dem entgegen zeigen alle Experimente und Erkenntnisse, dass sich Gravitation weder abschirmen lässt noch dass es eine Gravitation mit abstoßender Wirkung gibt.
In der Physik geht man daher bislang davon aus, dass sich massebehaftete Teilchen aufgrund der Gravitation anziehen und es keine Antigravitation mit entgegengesetzter Wirkung gibt. Einzelne Forschungsarbeiten, die von anderen Ergebnissen berichten, werden mit großer Skepsis betrachtet und konnten die Fachwelt nicht überzeugen.
Es gibt in der Technik eine Reihe von Methoden, um Levitation, das freie Schweben von Objekten, hervorzurufen, beispielsweise durch Druckluft oder Felder wie elektromagnetische Felder oder akustische Stehwellenfelder. Hierbei wird die Gravitationskraft nicht aufgehoben, sondern durch (mitunter erheblichen) apparativen Aufwand eine permanente kompensierende Gegenkraft erzeugt.

## Physik
Die Gravitation ist eine der vier Grundkräfte der Physik. Sie wird erzeugt und wirkt anziehend auf alles, was positive Masse (oder äquivalent dazu Energie) besitzt, also beispielsweise Atome, Elementarteilchen, elektromagnetische Strahlung und Antimaterie. Gravitation wird über die Geometrie der Raumzeit vermittelt. Um nun die Gravitation durch eine Antigravitation aufzuheben, müsste eine Gegenkraft mit Hilfe von negativer Masse und negativer Energie erzeugt werden, für deren Existenz es bisher keine Hinweise gibt. Selbst die Dunkle Energie, die auf großen Entfernungsskalen im Universum beobachtet wird, besitzt einen positiven Energiebetrag.
Die Existenz einer Antigravitation würde ganz fundamentale Probleme in der Physik aufwerfen.

## Versuche experimentellen Nachweises
Der russische Forscher Jewgeni Podkletnow behauptet, bei einem Experiment mit Supraleitern 1992
festgestellt zu haben, dass über einem sehr schnell rotierenden Supraleiter die Gravitationswirkung abnimmt.
Verschiedene Physiker haben vergeblich versucht, das Ergebnis von Podkletnow zu reproduzieren.
Es gab auch Forschungsprojekte von Seiten der Rüstungsindustrie wie Project GRASP (Gravity Research for Advanced Space Propulsion) von Boeing und Project Greenglow von BAE Systems.
Das Institut für Gravitationsforschung der Göde-Stiftung hat verschiedene Experimente, die angeblich einen antigravitativen Effekt zeigen sollen, zu reproduzieren versucht. In allen Fällen war der Versuch, einen Antigravitationseffekt zu beobachten, erfolglos. Die Stiftung hat einen Preis von einer Million Euro für ein reproduzierbares Experiment ausgelobt.

## Antigravitation in Science-Fiction-Romanen
Schon sehr frühzeitig griffen Science-Fiction-Autoren die Idee auf, dass man, falls es Antigravitation gäbe, leicht die Schwerkraft überwinden und in den Weltraum aufsteigen könnte. In Kurd Lasswitz’ Roman Auf zwei Planeten von 1897 beherrschen die Marsbewohner eine Antischwerkrafttechnik, die ihnen den Bau interplanetarer Raumschiffe, schwebender Flugschiffe sowie von Schwerekammern und Schwerehelmen für den persönlichen Gebrauch ermöglicht. Alexander Bogdanow (1873–1928) beschreibt in seinem 1908 veröffentlichten Roman Der rote Planet ein „Eteronef“ (nef „Schiff“) genanntes Raumschiff, mit dem durch den dosierten Einsatz von Antigravitationsmaterie ein sanfter Flug von der Erde zum Mars möglich ist.